# Моріта Масакадзу
Моріта Масакадзу (яп. 森田 成 21 жовтня 1972, Токіо) — японський сейю і актор. Зараз він працює на Aoni Production, а також є ведучим радіошоу Bleach B-Station. Його ім'я іноді неправильно записують як «Сейіті Моріта».
Моріта найбільш відомий завдяки ролі Тідуса з гри Final Fantasy X і Куросакі Ітіґо в аніме «Бліч», за що отримав нагороду «Найкращий актор-початківець» на Seiyu Awards в 2007 році. Він також озвучував Ауеля Нейдера з Gundam Seed Destiny.
За словами Кубо Тайто, Масакадзу Моріта — дуже енергійна, доброзичлива і відкрита людина.